# Empty Glass
Empty Glass (dt.: „leeres Glas“) ist das zweite Soloalbum von Pete Townshend und wurde am 10. Mai 1980 auf dem Label ATCO veröffentlicht. Das von Chris Thomas produzierte Album wurde in Pete Townshends Eel Pie Studios und den AIR Studios in London aufgenommen.

## Entstehung
Pete Townshend hatte vor Empty Glass bereits zwei Alben außerhalb seiner Aktivitäten mit The Who veröffentlicht. Das erste Album erschien 1972 unter dem Titel Who Came First und enthielt unter anderem eine Reihe von Demoaufnahmen Townshends, die im Rahmen des später nicht realisierten Lifehouse-Projekts entstanden waren. 1977 wurde Rough Mix veröffentlicht, eine Gemeinschaftsarbeit mit Ronnie Lane. Empty Glass war in gewisser Weise Pete Townshends erstes wirkliches Soloalbum, denn er schrieb die Stücke speziell für dieses Album und hielt dieses Mal sein, seiner Meinung nach, bestes Material nicht für ein mögliches Album der Who zurück. Roger Daltrey beklagte sich später, dass Townshend Lieder wie beispielsweise Rough Boys für sein Soloprojekt und nicht für Face Dances, das ein Jahr später veröffentlichte erste Who-Album ohne Keith Moon, zurückgehalten habe.
Die Lieder für das Album entstanden in einer für The Who und Pete Townshend schwierigen Zeit. Am 7. September 1978 war Keith Moon, der Schlagzeuger der Gruppe, gestorben und die Band hatte sich entschieden, ihn durch Kenney Jones zu ersetzen. 1979 gab die Gruppe Konzerte in Europa und den USA, wobei es vor einem Konzert am 3. Dezember 1979 in Cincinnati zu einem Gedränge am Eingang der Konzerthalle kam, bei dem elf Menschen starben.
Das Album widmete Townshend seiner Frau Karen, Rough Boys jedoch widmete er seinen Töchtern Emma und Minta und den Sex Pistols.

## Titelliste
Alle Titel wurden von Pete Townshend geschrieben.
1. Rough Boys – 4:02
2. I Am an Animal – 3:51
3. And I Moved – 3:21
4. Let My Love Open the Door – 2:44
5. Jools and Jim – 2:36
6. Keep on Working – 3:23
7. Cat’s in the Cupboard – 3:34
8. A Little Is Enough – 4:42
9. Empty Glass – 5:25
10. Gonna Get Ya – 6:25